# قوانين الآلهة والرجال
قوانين الآلهة والرجال (بالإنجليزية: The Laws of Gods and Men)‏ هي الحلقة السادسة من الموسم الرابع من المسلسل الفانتازي صراع العروش، والمُقتبس من سلسلة روايات أغنية الجليد والنار للمؤلف جورج ر. ر. مارتن، وهي الحلقة رقم 36 من المسلسل ككل. عُرضت الحلقة لأول مرة في 11 مايو 2014، على شبكة إتش بي أو المُنتجة للمسلسل، وكانت من كتابة براين كوغمان، ومن إخراج أليك ساخاروف.

## ملخص الحلقة
يُسافِر (ستانِس) و(دافوس) إلى مدينة برافوس للذهاب للبَنك الحديديّ واقتراضِ المالِ وتمويل حملته لاستعادة العَرش، يَرفُض أعضاء مجلِس البَنك بدايةً ولكن (دافوس) يُقنِعهم بهذا. (دينريس) تستَمع إلى شَعبِها في ميرين لتوطّد حُكمَها، فيأتي رجلٌ حامِلاً ماعِزاً قام أحد التناين بِحرقِه، كما يطلب رجلٌ يُدعى (هيزار زوي لوراك) منها الإذن الإذن لإنزال جثة أبيه المصلوبة ليدفنه تحت الأرض وتقبَل بذلك. بعدَ أن قامت (يارا) شقيقَةُ (ثيون) بجمعِ الجنود، يَهجُم بنو حديد على القلعة وتَجد (يارا) أخاها (ثيون) برفقة الكلاب ولا يتعرّف هذا الأخير على أخته بل يَرفُض أن يذهب معها أيضاً؛ بعدَ أن رأت (يارا) أخيها على هذا الحال اعتبرته ميّت فعادت أدراجها. إنّه يومُ مُحاكَمة (تيريون) بتُهمة قَتِل (جوفري) في كينغز لاندينغ، وقد حَضَر عِدّةُ شهود زور بما فيهم (ميرن ترانت) و(بايسل) و(سيرسي) و(فاريس) وأخيراً (شاي) وكانَت هي القَشّة التي قَصمت ظهر البعير، حيثُ لم يتمالك (تيريون) نَفسَه وطالَب بمُحاكَمة عن طريقِ القِتال.

## الإنتاج
سيناريو الحلقة كان من كتابة براين كوغمان، وأُختير أليك ساخاروف لإخراجها. كان فابيان فاغنر مديرًا لتصوير الحلقة، وكريسبين غرين محررًا لها، أما موسيقى الحلقة التصويرية فكانت من تلحين رامين جوادي.

## نسب المشاهدة
| الموسم | الموسم | رقم الحلقة | رقم الحلقة | رقم الحلقة | رقم الحلقة | رقم الحلقة | رقم الحلقة | رقم الحلقة | رقم الحلقة | رقم الحلقة | رقم الحلقة | المتوسط |
| الموسم | الموسم | 1          | 2          | 3          | 4          | 5          | 6          | 7          | 8          | 9          | 10         | المتوسط |
| ------ | ------ | ---------- | ---------- | ---------- | ---------- | ---------- | ---------- | ---------- | ---------- | ---------- | ---------- | ------- |
|        | 1      | 2.22       | 2.20       | 2.44       | 2.45       | 2.58       | 2.44       | 2.40       | 2.72       | 2.66       | 3.04       | 2.52    |
|        | 2      | 3.86       | 3.76       | 3.77       | 3.65       | 3.90       | 3.88       | 3.69       | 3.86       | 3.38       | 4.20       | 3.80    |
|        | 3      | 4.37       | 4.27       | 4.72       | 4.87       | 5.35       | 5.50       | 4.84       | 5.13       | 5.22       | 5.39       | 4.97    |
|        | 4      | 6.64       | 6.31       | 6.59       | 6.95       | 7.16       | 6.40       | 7.20       | 7.17       | 6.95       | 7.09       | 6.84    |
|        | 5      | 8.00       | 6.81       | 6.71       | 6.82       | 6.56       | 6.24       | 5.40       | 7.01       | 7.14       | 8.11       | 6.88    |
|        | 6      | 7.94       | 7.29       | 7.28       | 7.82       | 7.89       | 6.71       | 7.80       | 7.60       | 7.66       | 8.89       | 7.69    |
|        | 7      | 10.11      | 9.27       | 9.25       | 10.17      | 10.72      | 10.24      | 12.07      | غ/م        | غ/م        | غ/م        | 10.26   |
|        | 8      | 11.76      | 10.29      | 12.02      | 11.80      | 12.48      | 13.61      | غ/م        | غ/م        | غ/م        | غ/م        | 11.99   |

## وصلات خارجية
- قوانين الآلهة والرجال على موقع IMDb (الإنجليزية)
- قوانين الآلهة والرجال على موقع ميتاكريتيك (الإنجليزية)
- قوانين الآلهة والرجال على موقع روتن توميتوز (الإنجليزية)
- قوانين الآلهة والرجال على موقع أول موفي (الإنجليزية)